# Space twist
Space twist је четврти и последњи студијски албум сплитске поп и рок групе Ђаволи, који је 1998. године објавила дискографска кућа Далас Рекордс.
Средином 1998. Ђаволи се поново окупља са новом поставом коју су чинили Нено Белан (вокал), Игор Кметић (саксофон) и Драгиша Мандић (бас-гитара), а нови чланови су били Лео Румора (бубњеви) и Оља Дешић (клавијатуре).  Материјал укључује, између осталог, нову обраду композиције „Ђаволи“, по којој су добили име и демо верзију из 1984. године . Песму "Јагоде и чоколада" компоновао је Саша Лошић, а снимила је група из Словеније под називом Рок 'н' бенд. Белан је написао нови текст и уврстио га на албум. Поред композиције „Ђаволи“, материјал обухвата још три обраде „Биондина“ Р. Граната (Чак Бери), „Мемфис Тенеси“ и „Baby I love you“.

## Постава
- Нено Белан - Вокал
- Игор Кметић - саксофон
- Драгиша Мандић - Бас гитара
- Оља Дешић - Клавијатуре
- Лео Румора - Бубњеви

## Занимљивости
У част повратка, група Ђаволи се помиње у песми 80-е групе Далека обала.